# جراند غواف
جراند جواف هي مدينة من مدن هايتي تقع في دائرة يوغان ضمن دوائر الإدارة الغربية.

## أعلام
- فرنك سيلفيان